# Давнє місто Ліцзян
Ліцзян (кит.: 丽江古城) — стародавнє місто, яке знаходиться в південно-західній частині Китаю в Насійському автономному повіті (провінція Юньнань). У грудні 1997 року ЮНЕСКО ухвалила рішення включити місто Ліцзян до Реєстру об'єктів світової культурної і природної спадщини, завдяки чому воно поступово стає відомим у всьому світі. За оцінкою ЮНЕСКО, в спорудах стародавнього міста Ліцзян майстерно і вдало поєдналися економічний розвиток, характеристики важливого стратегічного пункту на пересіченій місцевості, ідеально зберігся в своїй одвічній простоті старовинний тип споруд. Місто славиться вдалим з'єднанням різноманітних культурних особливостей багатьох народностей. У Ліцзяна ще є стародавня водна система, яка і до цього дня ефективно служить жителям.

## Опис
Ліцзян розташований на нагір'ї, на висоті в 2400 м над рівнем моря; площа його становить приблизно 3,8 кв. км. Місто було побудоване в кінці Сунської — початку Юаньської династій (наприкінці ХІІІ ст). Нині тут живуть 6200 родин, всього приблизно 25 тисяч мешканців. Серед них більшість — насі. 30 % місцевих жителів займаються, головним чином, традиційними кустарними промислами і торгівлею, наприклад, виготовленням мідних, срібних виробів і виробів з текстилю, вичинкою шкір і хутра, винокурінням тощо.

## Архітектура
Над річкою Юйлунхе побудовані 354 мости. Це означає, що на кожен кілометр території Ліцзяна припадає 93 мости. Мости виглядають по-різному, і найвідомішими з них є мости Соцуйцяо, Дашицяо, Ваньцяньцяо, Нанменцяо, Мааньцяо, Женшуцяо та ін. Всі вони були побудовані в епоху династій Мін і Цін (XIV — XIX ст.).
У місті Ліцзян знаходиться знаменита житлова споруда — фортеця-садиба Муфу, де жили і працювали вожді роду, так звані «туси» (намісники) на прізвище Му. Садиба була побудована за династії Юань (1271—1368 рр.). 1998 р. після перебудови вона перетворилася на музей стародавнього міста. Цей житловий комплекс займає понад 3 га. Збереглася обстановка в 162 кімнатах, де висять 11 дощок з написами; вони були подаровані власникам садиби імператорами різних династій Китаю, що відображає славну історію роду  Му.
Башта Уфенлоу, що має 20 поверхів, розташована на території храму Фугоси, почала будуватися 1601 р., в епоху династії Мін. Башта поєднує в собі архітектурні стилі ханьських, тибетських, насійських і інших національних споруд і є пам'яткою стародавньої китайської архітектури. 　　
Комплекс житлових споруд «Байша», розташований за 8 км на північ від міста Ліцзян, свого часу в епоху династій Сун і Юань (Х-XIV ст.) служив центром політичного, економічного і культурного життя району Ліцзян. Житлові будівлі тягнуться з обох сторін головної вулиці. У центрі є площа трапецієподібної форми. Чистий потік тече з півночі до площі. Чотири магістральні вулиці протягнулися від центральної площі на чотири сторони міста. Створення і розвиток цього архітектурного комплексу згодом послужило основою для спорудження давнього міста Ліцзян.
Інший комплекс житлових споруд — це архітектурний комплекс «Шухе», який знаходиться за 4 км на північний захід від Ліцзяна. Це один з ринків (торговельних районів), розташованих довкола міста. Формою він дуже схожий на головну вулицю в Ліцзяні — на вулицю Сифанцзє. Тут тече Цінлунхе, через яку перекинутий міст Цінлунцяо, створений в епоху династії Мін (1368—1644 рр.). Він є найбільшим з кам'яних аркових мостів в районі Ліцзяна.

## Культура
Містом Ліцзян відоме своєю високою синтетичною цінністю. У ньому всебічно виявляється колорит стародавньої культури і народного побуту, а також демонструються досягнення суспільного прогресу. В порівнянні з іншими стародавніми культурними містами, місто Ліцзян відрізняється своєю розвиненою річковою системою, своєрідними архітектурними комплексами, привабливим природним середовищем і оригінальним народним мистецтвом. Місто Ліцзян це одне з важливих місць, де живуть численні національні меншини Китаю. Саме місто стало цінним об'єктом для вивчення міського будівництва і розвитку народностей планети.